# Kellett R-8
Le Kellett R-8 ou Kellett XR-8 est un hélicoptère expérimental américain développé durant la Seconde Guerre mondiale par l'ingénieur aéronautique Wallace Kellett pour étudier de manière concrète les rotors engrenants.

## Historique
En 1942 Wallace Kellett annonça étudier le concept des hélicoptères à rotors engrenants, un concept encore jamais étudié aux États-Unis jusque-là. Les US Army Air Forces s'intéressèrent au principe et passèrent alors commande de deux machines sous la désignation provisoire de XR-8. En janvier 1943 le ministère américain de la guerre alloua un million de dollars US au programme du XR-8.
Destiné exclusivement aux essais en vol le Kellett XR-8 n'était pas fait pour rejoindre les unités opérationnelles, et cela s'en ressenti sur sa conception, et notamment sur son architecture. Le premier vol de l'appareil intervint le 7 août 1944. Malgré quelques qualités de vol, l'appareil se montra très rapidement instable.
Ce défaut fut corrigé sur le second exemplaire, désigné R-8A, qui disposait de deux empennages latéraux agrandis par rapport à ceux du XR-8. Il vola en mars 1945. Toutefois les comportements en vol du R-8 furent toujours aussi difficiles et le programme fut finalement abandonné en mars 1946 au profit de celui du Kellett XR-10 (en).

## Conception

### Aspects techniques
Extérieurement le Kellett R-8 se présente sous la forme d'un hélicoptère monomoteur à double rotors engrenants construit en métal et contreplaqué. Il dispose d'un train d'atterrissage tricycle fixe aux jambes non carénées. L'équipage prend place dans un cockpit biplace côte à côte largement vitré. La propulsion de cette machine est assurée par un moteur en ligne Franklin O-405-9 d'une puissance de 245 chevaux. L'entraînement des rotors se fait grâce à un système complexe de pignons.

### Versions
- Kellett XR-8 : Désignation officielle du premier prototype.
- Kellett R-8A : Désignation officielle du second prototype, aussi considéré comme le seul appareil de série.
- Kellett R-8B : Désignation officielle d'une version de série abandonnée.

## Préservation
Le National Air and Space Museum implanté à Washington DC préserve dans ses réserves le Kellett R-8A sous le numéro d'inventaire A19600293000.

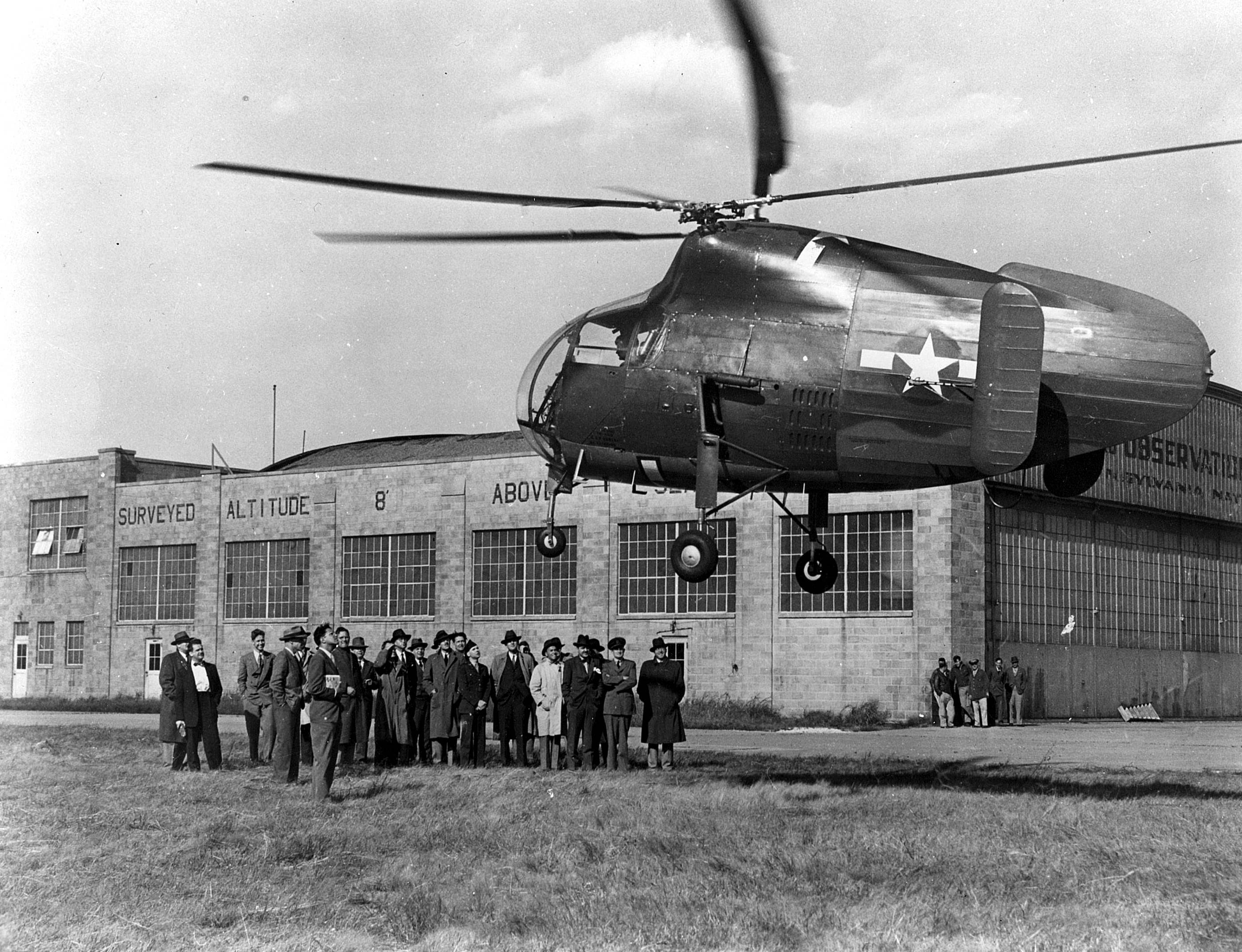
Le Kellett XR-8 en vol stationnaire à l'aéroport de Philadelphie, Pennsylvanie (U.S.A.), en 1945.

## Surnoms
Le Kellett XR-8 fut affublé d'au moins deux surnoms.
- Synchropter : Surnom donné par les pilotes[2] en raison de la position des rotors engrenants.
- Egg-beater :  Surnom relatif à la forme ovale[2] du fuselage.

## Produits dérivés
Une maquette en plastique a été éditée par la société LF Models à l'échelle 1/72. Celle-ci est désignée Kellet XR-8 Eggbeater.

## Hélicoptères similaires
- Flettner Fl 282 Kolibri
- Kaman HH-43 Huskie